# Фалезки чувал
Фалезкият чувал (на английски: Falaise pocket, Chambois pocket, Falaise gap, Chambois-Montormel pocket, Falaise Encirclement, Falaise-Chambois pocket) е настъпателна операция на англоамериканските сили по време на Втората световна война, проведена в местността, затворена около Трюн, Аржентан, Вимотриер и Шембоа, близо до Фалез, Франция.
В този район съюзническите сили затварят в обкръжение 5-а танкова армия и 7-а германска армия през август 1944 година.

## Предистория
За разлика от мудното придвижване на съюзническите армии през месеците юни и юли 1944 г., август месец започва повече от обещаващо благодарение на операция Кобра. Към 4 август 1944 г. Германските сили възпиращи 12 Група Армии под командването на генерал Омар Брадли са силно оредели и небоеспособни. Въпреки че положението на немските войски по протежение на фронтовата линия с всеки ден става все по – отчайващо, командването на Вермахта решава да направи един последен опит за вклиняване в съюзническата армия, разцепването ѝ и изтикването ѝ обратно към бреговата ивица. На 7 август край Мортен (Mortain) се дава началото на операция Лютих (Lüttich) с цел отделяне и обкръжаване на 3-та армия, командвана от генерал Джордж Патън. Поради липсата на въздушна поддръжка за настъпващите германски части и силното съюзническо разузнаване атаката е отбита до вечерта на същия ден и контрола върху Мортен е възстановен.
Поради недооценяване на ситуацията Командването на Вермахта издава заповедта за атака на запад при положение, че немските части би трябвало да се изтеглят и прегрупират на изток. Тази отчаяна атака изтощава още и без това вече изерпаните сили на немските части и захвърля изнемощялите дивизии в положение удобно за обкръжаване. При това положение генералите Брадли и Монтгомъри изработват план за контраатака в тила на немските дивизии по посока съответно градовете Аржентан и Фалез. Планът е 1-ва канадска армия под командването на генерал-лейтенант Хари Крерар (Harry Crerar) да атакува на юг по посока на град Фалез, като в същото време части на 3-та американска армия атакуват по посока на град Аржентан. Осъзнавайки, че германците все пак могат да се измъкнат, генерал Монтгомъри решава да измести крайните цели още 18 км на изток като новите цели са съответно Трюн и Шембоа.

## Битка

### Юг
Превзелата на 9 август Льо Ман 2-ра френска бронетанкова дивизия командвана от генерал Льоклер атакува северно, последвана от 15-и корпус от 3-та американска армия на Патън, получил заповед за бързо придвижване към указаните цели. На 14 август двете армейски части достигат Аржентан намиращ се само на 22 км от Фалез, където получават заповед от генерал Брадли да спрат и чакат следващи заповеди. Заповедта е издадена с цел да се предотврати пресичането на условната граница в сферата на бойни действия между двете съюзнически групи армии – американската и британската. Бързото придвижване и смесването на двете групи армии би довело до логистично объркване и затрудняване на комуникациите. Това спиране обаче позволява на няколко хиляди германски войници да преминат безпроблемно.
На 15 август Монтгомери и Брадли стигат до решение частите от юг все пак да се предвижат на север и на 19 август 90-а пехотна дивизия влиза в Шембоа.

### Север
По същото време когато започва атаката на американските части на юг стартира и атаката от север на британските сили. Монтгомъри заповядва атака южно от Кан по посока Фалез.
На 9 август канадската 1-ва армия започва операция „Тотализ“ (Totalize). Въпреки поддръжката на авиация и превъзхождащи по численост немските части напредъка на канадската 1-ва армия е много затруднен. Това се обяснява с наличието в района на елитни германски части, сред които и 12-а СС танкова дивизия Хитлерюгенд. Въпреки всички проблеми със снабдяване и непрестанните бомбардировки немците оказват яростна съпротива и Съюзниците достигат Фалез чак на 17 август. 4-та канадска бронетанкова дивизия влиза в Трюн на 18 август, а на 19-и се съединява с американските части при Шембоа, които отбиват яростните атаки на немците. Битката е тежка и се води от високо мотивирани и боеспособни войници, както от едната така и от другата страна. Показателно за това е как при едно сражение около 200 канадски войници успяват да възспрат атакуващите немци, като последните дават 3000 жертви – убити, ранени и пленени.
На 18 август генерал Станислав Макзек (на полски: Stanislaw Maczek) и неговата 1-ва полска бронетанкова дивизия заема позиция на „Кота 262“ с 87 танка Шерман като по този начин може да пази единствения останал изход от капана – пътя Шембоа-Vimoutires. В разгара на битките поляците остават изолирани и трябва сами да отбиват яростните немски атаки, които достигат своя апогей на 20 август, когато към хълма на поляците се устремява II СС Танков Корпус, който е успял да се измъкне от капана по-рано и сега атакува поляците в гръб в опит да превземе единствения изход. Битката приключва едва на следващия ден, когато в района пристига 22-ри Канадски бронетанков полк и немците се изтеглят. Равносметката за поляците от сражението е 325 убити, 1000 ранени и 114 в неизвестност. Германците губят 2000 убити, 5000 пленени и 359 единици бойна техника унищожени.

### В чувала
Германското командване предвижда, че е възможно да се получи обкръжаване на войските биещи се във Франция поради географията на областта и разположението на противника, но заповедите на Хитлер принуждават поемането на този риск. На 15 август 1944 г. Хитлер заменя главнокомандващия на войските във Франция фелдмаршал Гюнтер фон Клюге с фелдмаршал Валтер Модел, известен като „пожарникаря на Фюрера“ заради способността си да затваря разкъсани фронтове и реорганизира войските за по-ефективна отбрана. Освен другото Хитлер подозира Фон Клюге след опита за покушение срещу него през юли месец и се съмнява, че се е опитал да се предаде заедно с армията си на Съюзниците.
На следващия ден, когато 7-а армия и 5-а танкова армия общо 150 000 души, са почти обкръжени, Хитлер дава заповед за изтегляне на войските на по-тесен фронт и реорганизиране на отбраната. До 14 август изтеглянето върви сравнително гладко за моторизираните формации, но пехотата се придвижва почти хаотично през френския бокаж и доста от тях попадат в плен при опита си да достигнат тесния изход от капана, намиращ се близо до Фалез.
Въпреки че през цялата битка за Нормандия Кралските военновъздушни сили и Военновъздушните сили на САЩ доминират небесата над бойните полета и бомбардират непрекъснато, загубите на Вермахта от тези бомбардировки са минимални. Това се дължи на факта, че през деня немските части не извършват никакви маневри и стоят в добре маскирани укрития, които са трудно различими за бомбардировачите. Сега, обаче, немците са принудени да се придвижват и през деня, понеже тесния изход не може да бъде удържан още дълго и опасността от пълното обкръжение става все по-реална.
Немските загуби достигат невиждани размери при отчаяния опит да удържат отворен изхода от капана още известно време. Само при една атака на Кралските военновъздушни сили германците губят 175 танка и стотици души. Само гъстия пушек от горящите останки на бойната техника предотвратяват по – големите загуби, защото авиацията не успява да открие други цели през плътния дим.
Пътят все пак остава отворен и въпреки огромните загуби войници и техника продължават да се измъкват от обкръжението, в което са попаднали. Съюзниците успяват да затворят пътя едва на 21 август и германците останали в капана са принудени да се предадат.

## Последствия
Въпреки че 100 000 германски войници успяват да се спасят от капана на Съюзниците, те оставят след себе си 730 унищожени танка и друга бронирана техника (от общо 880), 10 000 убити, 50 000 взети в плен и път на практика непроходим заради купчините горящи останки на бойна техника. Нито една от Германските танкови дивизии не успява да се измъкне с повече от 15 танка. От общо 56-те пехотни дивизи сражавали се във Франция 18 са унищожени. Германската армия губи над 10 000 оръдия и превозни средства. На 22 август само 9-а СС танкова дивизия Хоенщауфен има повече от 15 готови за бой танка.
Канадците също търпят големи загуби – около 5500 загинали, ранени или пленени войници. Загубите на поляците възлизат на 1441 войници в това число 325 убити и 114 безследно изчезнали.
Невъзможността на Съюзниците да пленят повече германски войски е доста обсъждан въпрос след края на войната. Формирането и стесняването на обкръжението е голям успех за Съюзническите армии, но остава впечатлението, че дори при затворен капан пленените войски биха могли да бъдат повече. Това дава основание на някои историци да мислят, че известен брой германски пленници са били брутално екзекутирани от полски части като отмъщение на жестокото потушаване на Варшавското въстание.
Придвижването на север на американската армия е спряно заради условната граница на бойни действия на американската и британска армии. Генерал Брадли е трябвало по-рано да поиска изместване на условната граница (което не е необичайна процедура). От друга страна генерал Монтогомъри също не е доловил тази необходимост и не е направил съответното предложение. Въпреки че бързото придвижване на армейски части една към друга крие сериозен риск от откриване на приятелски огън едно такова преместване на границата в случая е било крайно необходимо за постигане на целта. Като допълнение генерал Брадли заявява, че предпочита силна част, която може да задържи позицията си отколкото слаби части на по-широк фронт опитващи са да задържат обкръжението. Това допълнително забавя придвижването на силите натоварени със задачата да осъществят обкръжението. Военната история (а Брадли е имал съвсем пресен пример от преди година и половина – Сталинград) показва, че доста често малки мобилни и добре въоръжени групи могат да осъществят по-големи успехи от една голяма и тромава военна част. Примери за това са Сталинград, където руснаците обкръжават 6-а Германска армия с малко военни части разпръснати на широк фронт и ако 6-а армия бе направила опит за пробив в самото начало щеше да разкъса обкръжението без проблем. Друг пример за ефективността на малките мобилни бойни части е войната между Съветския съюз и Финландия през зимата на 1939 г. Финландците осъзнават, че нямат сили да воюват с такава голяма армия и затова организират малки тежко въоръжени части придвижващи се на ски. Една такава част въоръжена с леки картечници и пушки унищожава цяла съветска рота лагеруваща в една горичка. В суматохата съседните съветски роти започват да стрелят една срещу друга и почти се избиват взаимно преди да разберат грешката си.
В този ред на мисли Съюзниците е трябвало да действат по-дръзко, за да постигнат по-голям успех.
Германците които успяват да се измъкнат от Фалезкия чувал са останали без бойна техника и провизии само с лично оръжие в ръка. Дългите боеве в Нормандия и пътя до сигурността са нанесли сериозен удар върху боеспособността на Вермахта. Сега когато Битката за Франция е загубена на дневен ред стои въпроса как да се предотврати немислимото – навлизането на противника на територията на Германия. Като единствено решение е линията Зигфрид (или както я наричат намците – Вествал) построена в годините преди войната с политически, а не военни цели, за да сплашва Франция. Сега тази недовършена линия (голяма част от оръдията са били демонтирани и преместени на Ла Манша след падането на Франция 1940 г.) е единствената надежда на изнемощелите немски дивизии от Вермахта.